# Cambridge (Canada)
Cambridge è una città del Canada, situata nella provincia dell'Ontario. 
L'attuale città è la fusione del Comune di Galt, le città di Preston e Hespeler, e la frazione di Blair. Galt copre la maggior parte di Cambridge, che costituiscono la parte meridionale della città. Preston e Blair sono situati sul lato occidentale della città, mentre Hespeler è nella sezione più nord-est di Cambridge.
È sede del Fashion History Museum.